# Vanilla trigonocarpa
Vanilla trigonocarpa é uma espécie de orquídea de hábito escandente e crescimento reptante que existe da Costa Rica à norte do Brasil. São plantas clorofiladas de raízes aéreas; sementes crustosas, sem asas; e inflorescências de flores de cores pálidas que nascem em sucessão, de racemos laterais.
Esta espécie pode ser reconhecida entre as Vanilla por apresentar caules comparativamente espessos e carnosos, labelo claramente trilobado; folhas levemente membranáceas e reticuladas, oblongo-lanceoladas, acuminadas, medindo até 20 por 4,5 centímetros; inflorescências com brácteas pequenas escamiformes; e flores de dez a onze centímetros, porém bem abertas; ovário mais ou menos roliço; e por seu hábito terrestre porém subindo nas árvores apoiada por suas raízes aéreas.